# Karl Jesper Hakon Hjelmquist
Karl Jesper Hakon Hjelmquist (Lund, 8 de agosto de 1905 — 1999), com o apelido por vezes grafado Hjelmqvist, foi um professor da Universidade de Lund, na Suécia, que se distinguiu como botânico e fitogeógrafo.
O seu nome serve de epónimo a Cotoneaster hjelmqvistii Flinck & B.Hylmö, da família Rosaceae.

## Publicações
Entre muitas obras é autor das seguintes monografias:
- karl jesper hakon Hjelmquist. 1955. Die älteste Geschichte der Kulturpflanzen in Schweden (La historia más antigua de las plantas cultivadas en Suecia). Con resumen en inglés, y con ilustraciones, incluye una carta. Editorial Stockholm. Serie Opera botanica, vol. 1 Nº. 3. 186 pp.
- ------------------------------------. 1944. Studien über Pflanzenchimären. Editorial pl. I. Lund; Leipzig. Serie Lunds Universitets Årsskrift. N.f. avd. 2. tomo 40 Nº. 7. 67 pp.